# Nanyang (Henan)
Nanyang (南阳; pinyin: Nányáng) er en kinesisk by på præfekturniveau i den sydlige del af provinsen Henan i det centrale Kina. Præfekturet har et areal på 26,600 km2, og befolkningen anslås (2006) til 10.790.000 i hele byprefekturet og 1.730.000 i selve byen.
Byen ligger ved floden Baihe, i et vigtigt landbrugsområde med alsidig produktion. Byen har også meget industri.
Nanyang er en af Han-dynastiets vugger, og har en række kulturminder fra denne epoke i Kinas historie. 
I den isolertede 200 meter høje ås Dushan nord for byen Nanyang udvindes der fremdeles jade, og Dushanjaden derfra – som nu er ret  sjælden – anses som en af de fire ypperste kinesiske jadesorter. 

## Administrative enheder
Nanyang består af to bydistrikter, et byamt, og ti amter: 
- Bydistriktet Wolong – 卧龙区 Wòlóng Qū ;
- Bydistriktet Wancheng – 宛城区 Wǎnchéng Qū ;
- Byamtet Dengzhou – 邓州市 Dèngzhōu Shì ;
- Amtet Nanzhao – 南召县 Nánzhào Xiàn ;
- Amtet Fangcheng – 方城县 Fāngchéng Xiàn ;
- Amtet Xixia – 西峡县 Xīxiá Xiàn ;
- Amtet Zhenping – 镇平县 Zhènpíng Xiàn ;
- Amtet Neixiang – 内乡县 Nèixiāng Xiàn ;
- Amtet Xichuan – 淅川县 Xīchuān Xiàn ;
- Amtet Sheqi – 社旗县 Shèqí Xiàn ;
- Amtet Tanghe – 唐河县 Tánghé Xiàn ;
- Amtet Xinye – 新野县 Xīnyě Xiàn ;
- Amtet Tongbai – 桐柏县 Tóngbǎi Xiàn.

## Trafik
Kinas rigsvej 312 løber gennem området. Den fører fra Shanghai og ender ved grænsen til Kasakhstan, og passerer blandt andet Suzhou, Nanjing, Hefei, Xinyang, Xi'an, Lanzhou, Jiayuguan og Urumqi.

## Kendte personer fra Nanyang
- Kejser Guangwu fra Han-dynastiet
- Zhang Heng, astronom
- Zhang Zhongjing, læge
- Han Yu, digter
- Zhuge Liang, Shu Han-strateg

33°00′N 112°32′Ø / 33.000°N 112.533°Ø